# Eranina rosea
Eranina rosea là một loài bọ cánh cứng trong họ Cerambycidae.